# 翅蒴龙胆
翅蒴龙胆（学名：Gentiana decipiens），又名聚叶龙胆，是龙胆科龙胆属的植物，为中国的特有植物。分布在中国大陆的四川、云南等地，生长于海拔1,900米至2,100米的地区，多生长在草坡上，目前尚未由人工引种栽培。